# Chiesa dei Santi Gervasio e Protasio (Cadempino)
La chiesa dei Santi Gervasio e Protasio si trova nella parte meridionale di Cadempino, sulla strada cantonale.

## Storia
Fondata attorno al 1000 in stile romanico era costituita da un'aula rettangolare con abside semicircolare, cui fu aggiunto a nord-est il campanile forse verso la fine del secolo XI. Questo, decorato con specchiature ed archetti pensili trinati, presenta bifore negli ultimi due piani, è coronato da un tetto a padiglione. La chiesa subì radicali trasformazioni tra il 1626 e il 1636

## Descrizione
L'edificio attuale è rivolto ad ovest e si presenta ad aula unica con coro quadrangolare. Fu eretto incorporando i resti della chiesa primitiva, che era stata ampliata verso nord nel corso del secolo XV, inglobando il campanile nell'angolo nord-est. Sulla parete esterna meridionale sono presenti frammenti di affresco tardogotico raffigurante "San Cristoforo" e "San Giovanni Battista".

### Interno
All'interno lungo le pareti est ed ovest della navata si conserva un frammentario ciclo di affreschi romanici (secolo XI - inizio XII) con San Gervasio, l'Annunciazione, la Visitazione della Beata Vergine Maria e la Nascita di Gesù. Sono delimitati superiormente da un fregio a meandri con pesci e nella parte inferiore da una cortina.
L'altare in stucco lucido, datato 1661, reca l'olio su tela del 1670 raffigurante "Madonna del Rosario con san Gervasio, san Protasio e san Domenico di Guzmán", ed è attribuito a Giacomo Casella (1620-1667).